# Sistema antic telefònic ordinari

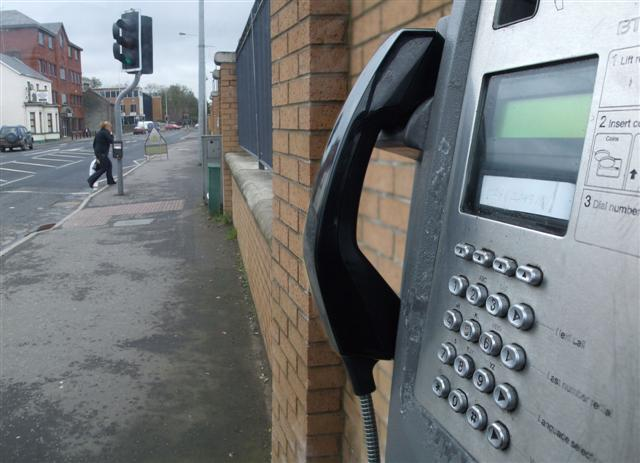
Antic servei telefònic tradicional a un lloc públic.

Plain Old Telephone Service (POTS ), o sistema antic telefònic ordinari, és un retrònim per al servei telefònic de qualitat de veu que empra transmissió de senyal analògic sobre bucles de coure. POTS va ser l'oferta de serveis estàndard de les companyies telefòniques des de 1876 fins a 1988 als Estats Units, quan es va introduir la Interfície de Tarifa Bàsica (BRI) de la Xarxa Digital de Serveis Integrats (ISDN), seguida dels sistemes de telefonia mòbil i de veu sobre IP (VoIP). El POTS continua sent la forma bàsica de connexió de serveis residencials i de petites empreses a la xarxa telefònica a moltes parts del món. El terme reflecteix la tecnologia que ha estat disponible des de la introducció del sistema telefònic públic a finals del segle XIX, en una forma gairebé sense canvis malgrat la introducció de la marcació per tons tàctils, centrals telefòniques electròniques i la comunicació per fibra òptica al telèfon públic commutat. xarxa (PSTN).

## Característiques
POTS es caracteritza per diversos aspectes:
- Comunicacions bidireccionals (dúplex complet).
- Ús de senyalització equilibrada d'anàlegs de tensió d'ones de pressió sonora en un bucle de coure de dos fils.
- Restringit a un rang de freqüències estret de 300 a 3.300 Hz, anomenada banda de veu, que és molt inferior al rang d'audició humana de 20-20.000 Hz.
- Tons de progrés de trucada, com ara el to de marcatge i el to de trucada.
- Marcació per polsos i senyalització multifreqüència de doble to (DTMF).
- Funcions BORSCHT : alimentació de la bateria (B), protecció contra sobretensió (O), trucada (R), senyalització (S), codificació (C), híbrid (H) i prova (T).
- Inici de bucle, arrencada a terra i senyalització E&M.

El parell de cables des de l'interruptor de l'oficina central a la casa d'un abonat s'anomena bucle d'abonat. Porta una tensió de corrent continu (DC) a una tensió nominal de -48 V quan el receptor està colgat, subministrat per un sistema de conversió d'energia a l'oficina central. Aquest sistema de conversió d'energia es recolza amb un banc de bateries, el que resulta en la continuació del servei durant la interrupció de l'alimentació al client subministrada per la seva empresa elèctrica.
La resistència màxima del bucle és de 1.700 ohms, que es tradueix en una longitud màxima de bucle de 18,000 peus o 5 km amb cable estàndard de calibre 24. (Sovint es construeixen llaços més llargs amb cables de calibre 19 més grans i de menor resistència i/o equips d'oficina central especialitzats anomenats extensors de llaç . Poden ser 50,000 peus [15 km] o més.)

## Fiabilitat
Tot i que POTS ofereix característiques limitades, baix ample de banda i cap capacitat mòbil, proporciona una major fiabilitat que altres sistemes de telefonia (telèfon mòbil, VoIP, etc.). Molts proveïdors de serveis telefònics intenten aconseguir la disponibilitat del to de marcatge més del 99,999% del temps que el telèfon està despenjat. Aquest és un punt de referència sovint citat en les comparacions de màrqueting i enginyeria de sistemes, anomenat estàndard de fiabilitat "cinc nou". És equivalent a tenir un to de marcatge disponible durant tot l'any, excepte uns cinc minuts. Tanmateix, POTS depèn d'una connexió per cable de cada llar a la companyia telefònica. S'ofereixen moltes urbanitzacions noves que no tenen aquesta connexió, de manera que aquestes cases depenen d'una connexió VOIP no cablejada amb la companyia telefònica. Per tant, depenen del servei d'Internet domèstic que pot fallar per diverses raons.